# Thoughtless
Thoughtless – drugi singel amerykańskiego zespołu nu-metalowego Korn pochodzący z albumu Untouchables. Piosenka ta mówi o okresie szkolnym Jonathana Davisa, kiedy był dręczony i poniżany przez innych uczniów, oraz o tym jak planował zemstę na nich.

## Teledysk
Podobnie jak Here To Stay, wideoklip wyreżyserowali The Hughes Brothers. Istnieją dwie wersje teledysku do tej piosenki. W podstawowej widzimy chłopaka, ucznia szkoły średniej (granego przez Aaron Paula), który jest bity przez starszych uczniów. Pod koniec piosenki idzie na szkolny bal z tajemniczą partnerką i mści się na swoich oprawcach wymiotując na nich. Korn gra wewnątrz mózgu tego chłopaka. Druga wersja przedstawia tylko zespół grający w czerwonym pomieszczeniu, który jest wnętrzem mózgu.

## Cover
Cover został nagrany przez zespół Evanescence, podczas trasy koncertowej w 2004, oraz na albumie live Anywhere but Home z innym wstępem oraz z grą na fortepianie.